# Castell Pelegrí
El castell Pelegrí (àrab: قلعة عتليت, qalʿat ʿAtlīt, ‘castell d'Atlit’) és una fortalesa d'Atlit a Israel, construïda pels templers al segle xiii per defensar aquest port de la costa Mediterrània i servir com a refugi als pelegrins cristians que anaven a Terra Santa. Actualment és en estat de ruïna, però es pot visitar. És també un lloc d'interès arqueològic, car en aquest lloc hi hagué anteriorment un assentament fenici i al seu costat hi ha un important jaciment arqueològic submarí del Neolític que rep el nom d'Atlit Yam. Cal no confondre'l amb el castell de Trípoli, també anomenat Pelegrí.

## Els orígens
El primer grup de croats, de la Cinquena Croada, comandats per Andreu II, rei d'Hongria, arribaren a Palestina el 1217. Mentre una part, dirigida per Gautier II d'Avesnes, s'encarregava d'efectuar operacions militars contra els musulmans que habitaven Síria, la resta es dedicà a construir una fortalesa costanera. El lloc escollit fou un punt a 25 km de Cesarea i a 12 km d'Acre, ciutats que llavors pertanyien al Regne de Jerusalem. Al mateix indret els templers ja tenien una caserna que anomenaven Casal dels Estrets, que  Hugues de Payns havia erigit vers l'any 1110. La construcció els ocupà més de quatre anys i el 1220 fou batejada amb el nom de castell Pelegrí, en homenatge als molts pelegrins que havien fet donacions al l'Orde del Temple per a la construcció i els que hi col·laboraren com a mà d'obra. El mateix Gautier d'Avesnes aportà 1000 besants. Mentre excavaven per fer els fonaments, trobaren un pou, les restes de murs i una pila de monedes antigues (es tractava d'un antic enclavament fenici), tot plegat els era de molta utilitat i per aquest motiu el castell agafà la fama d'estar beneït per Déu i li posaren de sobrenom el castell del Fill de Déu. Un dels materials que empraren per fer morter eren conquilles.

## Esdeveniments
El 1212 el monestir que hi havia a dalt del Mont Tabor fou ocupat pel soldà aiúbida Al-Àdil I, que hi construí una fortalesa. Des de llavors, els ocupants del castell Pelegrí havien de vigilar la guarnició d'aquest castell musulmà, situat a només 6 milles, des del qual causaven intranquil·litat en els habitants de la zona. El 1220, encara que les obres no eren del tot acabades, era ja un lloc prou sòlid i resistí victoriosament l'atac d'un exèrcit comandat pel soldà de Damasc i era prou gran per bastir d'aliments a quatre mil persones durant el setge. La situació millorà quan el 1229 els croats s'apoderaren de la fortalesa del Mont Tabor. Llavors naix el poble que avui dia és Atlit.
A final del 1228, Frederic II del Sacre Imperi Romanogermànic, arribà a Atlit, després d'haver-se discutit amb altres senyors de la Sisena Croada i, en veure el castell, li plagué tant que decidí quedar-se'l. L'emperador arribà a les portes de la fortalesa i exigí entrar acompanyat per la seva guàrdia personal. Els templers, acceptaren l'entrada, però en sentir la demanda li tancaren les portes a la seva esquena i l'informaren que romandria pres fins a la renúncia de les seves pretensions. Frederic feu jurament i se'n va anar cap a Acre.
El rei francès lluís IX, fou capturat a batalla de Fariskur el 1250 i, després d'haver estat rescatat decidí anar a viure a Acre. Des d'allà destinà diners a la renovació de la fortalesa d'Atlit i altres de la zona.

## Descripció

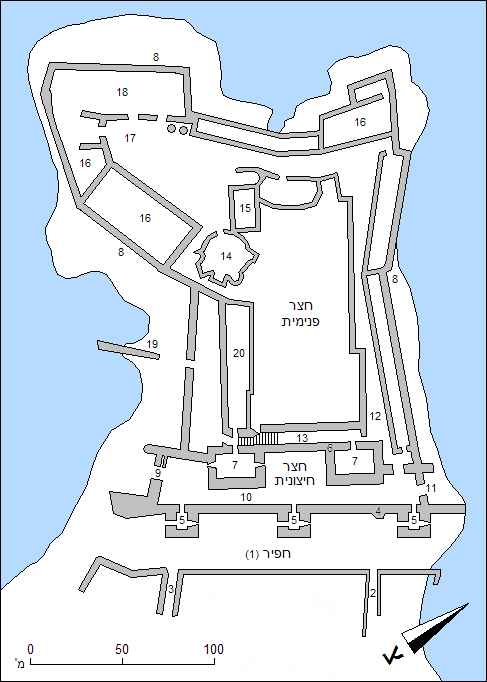
Plànol del castell:1-fossat,2-entrada de persones,3-entrada de carros,4-muralla exterior,5-torres exteriors,6-muralla interior,7-torres,8-mur perimetral,9-entada principal,10-passadís,11-porta nord,12-passadís interior,13-escala,14-església,15-sala gran,16-sales,17-cuina,18-menjador,19-moll,20-magatzems

Situat sobre un promontori, el castell Pelegrí feia 280 metres per 160, i tres  costats donaven a la mar. El trencaones annex proporcionava recer als navilis croats que hi volien desembarcar. La part més protegida per muralles era la que donava a terra ferma, d'on era més probable que vingués un atac. Aquest costat, el de la banda est, tenia muralla doble amb torres de 16 metres, seguit d'un fossat de 18 m d'ample i 2 m de fondària, per la part exterior que es podia omplir amb aigua de mar. A la planta baixa de la torre gran hi havia una capella. Abans d'arribar al castell, per terra ferma, els visitants es trobaven un maresme, que els templers aprofitaren per extreure'n sal. A prop d'allí hi havia terres de pastures i terres de conreu, on els templers tenien vinyes. Segons l'anàlisi feta per l'historiador T. Lawrence, el disseny d'aquest castell era inspirat en el de Tortosa, basat en la idea de defensa romana d'Orient, el qual havia demostrat la seva eficàcia en alguns atacs.

## L'abandonament
Des del 1260 el lloc esdevingué estrictament defensiu, ja que els croats no llançaren cap operació ofensiva des d'aquest castell. Aquesta fortalesa mai fou presa i seria la darrera en ser abandonada, cosa que passà el 14 d'agost del 1291, després de la pèrdua de Sant Joan d'Acre el 28 de maig del mateix any. Després del seu abandonament, els musulmans el desmantellaren per evitar que hi tornessin, i van aprofitar les pedres per construir altres edificis.
En la dècada del 1980, governador de Haifa va vendre 50.000 pedres de la fortalesa d'Atlit al seu col·lega, el governador de Jaffa, per a la construcció del moll i l'edifici de duanes de l'entrada del port.